# Street Moves
A Street Moves a holland Twenty 4 Seven nevű eurodance együttes debütáló albuma, mely 1991. január 19-én jelent meg. Az album producere Ruud van Rijen volt, a rap betéteket Captain Hollywood adja elő.
Az albumról két kislemez is megjelent, az I Can't Stand It és az Are You Dreaming? című dalok. Az album tartalmazza az "I Can't Stand It" című dal Bruce Forest remixét.

## Számlista
| #   | Cím                                   | Szerző(k)                      | Producer(ek)                   | Hossz |
| --- | ------------------------------------- | ------------------------------ | ------------------------------ | ----- |
| 1.  | I Can't Stand It                      | Van Rijen / Reith              | Van Rijen / Reith              | 4:07  |
| 2.  | Whom Do You Trust                     | Van Rijen                      | Van Rijen                      | 5:37  |
| 3.  | In Your Eyes                          | Van Rijen / Jaspers            | Van Rijen / Jaspers            | 4:27  |
| 4.  | Are You Dreaming?                     | Van Rijen / Jaspers / Prick    | Van Rijen / Jaspers / Prick    | 4:56  |
| 5.  | Help 'Em Understand                   | Van Rijen / Jaspers            | Van Rijen / Jaspers            | 4:01  |
| 6.  | Living in the Jungle                  | Van Rijen / Jaspers / Harrison | Van Rijen / Jaspers / Harrison | 4:33  |
| 7.  | You Can Make Me Feel Good             | Van Rijen / Jaspers / Prick    | Van Rijen / Jaspers / Prick    | 4:13  |
| 8.  | Show Me Your Love Tonight             | Van Rijen / Jaspers / Harrison | Van Rijen / Jaspers / Harrison | 4:39  |
| 9.  | Find A Better Way                     | Van Rijen / Jaspers            | Van Rijen / Jaspers            | 3:57  |
| 10. | I Can't Stand It (Bruce Forest remix) | Van Rijen / Jaspers / Harrison | Van Rijen / Reith              | 3:35  |

## Slágerlista
| Slágerlista (1990/1991)                          | Legjobb helyezés |
| ------------------------------------------------ | ---------------- |
| Svájc (Schweizer Hitparade)                      | 25               |
| Svédország (Sverigetopplistan)                   | 50               |
| Egyesült Királyság (The Official Charts Company) | 69               |

## Közreműködő személyzet
- Borítóterv – LWW
- Hangmérnök- Dietmar Schillinger , Michel Andina , Ramon Creutzer
- Hangmérnök és [Remix] – Mike Ging
- Egyéb [smink és haj] – Ralph Schiffer
- Egyéb [stílus] – Ingrid Knapp
- Fényképezte – Esser & Strauss
- Producer, Rendező – Jim Soulier , Ruud van Rijen
- Rap – Captain Hollywood
- Remix [Kiegészítő] – Peter Columbus
- Remix – Bruce Forest

## Külső hivatkozások
- I Can't Stand It videoklip (HD) [5]
- Are You Dreaming? videoklip [6]